# Nalini Malani
Nalini Malani – indyjska artystka. Pracuje używając różnych mediów: wideo, instalacja, malarstwo czy rysunek.

## Życiorys
Urodziła się 19 lutego 1946 roku w Karaczi, na terenie Indii Brytyjskich (dziś Pakistan). W 1947 po podziale Pakistanu i Indii przeniosła się do Indii, do Kalkuty (dziś Kolkata). Studiowała w Sir J.J. School of Art w Bombaju (dziś Mumbaj). Swoją pierwszą indywidualną wystawę miała w 1966 roku w Bombaju, a jej prace po raz pierwszy zostały pokazane za granicą podczas 5th International Young Artists Exhibition w Tokio w 1969 roku. W latach 1970–1972 dzięki stypendium studiowała w Paryżu, po czym wróciła do Indii. Jej pierwsza indywidualna wystawa zagraniczna odbyła się w 2002 roku w New Museum of Contemporary Art w Nowym Jorku.

## Twórczość

### Wybrane prace
- 1969–76: Utopia
- 1992: City of Desires
- 1998: Remembering Toba Tek Singh
- 2001: Transgressions
- 2005: Mother India: Transactions in the Construction of Pain
- 2007: Splitting the Other
- 2012: In Search of Vanished Blood
- 2020: Can You Hear Me?
- 2023: My Reality is Different

Źródło:

### Wybrane wystawy i udział w wydarzeniach
- 1996:  Asia Pacific Triennial, Brisbane
- 2002: wystawa w Hamletmachine, w New Museum of Contemporary Art, Nowy Jork
- 2007: udział w 52. Biennale w Wenecji
- 2012: udział w wystawie documenta
- 2014: retrospektywa w Kiran Nadar Museum of Art, Nowe Delhi
- 2017–18: retrospektywa w Centre Georges Pompidou, Paryż i w Zamku Rivoli, Rivoli
- 2021–22: wystawa indywidualna w The Studio, M+, Hongkong

Źródło:

## Nagrody i wyróżnienia
- 2013: Fukuoka Prize w kategorii Arts and Culture[3]
- 2014: St. Moritz Art Masters Lifetime Achievement Award[4]
- 2019: Nagroda Joan Miró[5]
- 2023: Nagroda Kioto w dziedzinie sztuki i filozofii[1]